# Amt Peine
Das Amt Peine im heutigen Niedersachsen war ein historisches Verwaltungsgebiet des Hochstifts Hildesheim, später des Königreichs Hannover bzw. der preußischen Provinz Hannover. Übergeordnete Verwaltungsebene war seit 1823 die Landdrostei Hildesheim.

## Geschichte
Die Burg Peine war seit 1260 im Besitz des Hochstifts Hildesheim und entwickelte sich zum Mittelpunkt eines fürstbischöflichen Amtes, dessen Amtssprengel bis ins 18. Jahrhundert weitgehend unverändert blieb. Die Verwaltung war in vier Vogteien unterteilt. Der Verwaltungssitz befand sich auf dem Schlossberg in Peine, der heutigen Kreisstadt des Landkreises Peine.
1802 kam das Amt mit dem Hochstift an Preußen, dann an das Königreich Westphalen. Nach dem Ende der französisch-westphälischen Herrschaft wurde es 1815 im Königreich Hannover wiederhergestellt, 1852 jedoch aufgeteilt in das Amt Peine und das Amt Hohenhameln zu Peine. Groß und Klein Lafferde sowie Lengede kamen zum Amt Steinbrück. 1859 wurde die Reform revidiert, die beiden Ämter wurden wiedervereinigt und die drei an Steinbrück abgegebenen Gemeinden zurückgegeben. Zusätzlich kam die Gemeinde Eixe vom Amt Meinersen nach Peine.
1885 wurde das Amt Peine aufgehoben und in die Kreisverfassung überführt.

## Gemeinden
Die folgende Tabelle listet alle Gemeinden auf, die dem Amt Peine bis 1807 angehört haben und ihre Gemeindezugehörigkeit heute. Dazu zählten eine Stadt, Marktflecken, Dörfer und Weiler, sowie Einzelhäuser und ähnliche Liegenschaften, wenn sie im zu Grunde liegenden Verzeichnis genannt sind. In Spalte 2 ist die Anzahl aller Haushalte im Jahre 1760 verzeichnet, und zwar Freie Häuser, Vollhöfe, Halbspännerhöfe, Viertelspännerhöfe, Großköthnerhöfe, Kleinköthnerhöfe und Brinksitzer zusammengenommen (im Original jeweils einzeln aufgeführt). In Spalte 3 ist die Einwohnerzahl im Jahr 1910 verzeichnet, in Spalte 4 die heutige Gemeindezugehörigkeit, in Spalte 5 Anmerkungen, die zumeist auf den Anmerkungen im Original 1760 bei Büsche beruhen.
| Altgemeinde     | Haushalte | 1910   | heute       | Anmerkung (Original 1760 in kursiv)                                                                                                |
| --------------- | --------- | ------ | ----------- | --- |
| Adenstedt       | 99        | 1.503  | Ilsede      | Dorf |
| Bekum           | 25        | 173    | Hohenhameln | Beckum, Dorf und Windmühle, 1960 zu Stedum                                                                                         |
| Berkum          | 13        | 103    | Peine       | Dorf |
| Bierbergen      | 92        | 624    | Hohenhameln | Dorf, dabei 2 Windmühlen, 1 Wassermühle                                                                                            |
| Bründeln        | 8         | 52     | Hohenhameln | Bründelum, Dorf |
| Clauen          | 72        | 770    | Hohenhameln | Dorf, darin 2 Windmühlen |
| Damm vor Peine  | 73        | -      | Peine       | Dorf, darin das Schloß, die Vorburg, 1 Kloster, 3 Mühlen; bis 1852 eigenständige Gemeinde, nach Volksabstimmung zu Peine           |
| Dungelbeck      | 42        | 895    | Peine       | Düngelbeck, Dorf |
| Equord          | 42        | 496    | Hohenhameln | Dorf, darin 1 adeliges Haus, 1 Windmühle, 1 Schäferhof                                                                             |
| Eulenburg       | 1         | -      | Peine       | ein freies Wirtshaus, liegt vor dem Schloßthor zu Damm                                                                             |
| Gadenstedt      | 148       | 1.826  | Ilsede      | Dorf, darin 3 adelige Häuser, 2 Mühlen                                                                                             |
| Groß Bülten     | 47        | 1.298  | Ilsede      | Dorf |
| Groß Ilsede     | 49        | 1.847  | Ilsede      | Dorf, darin ein adeliges Haus |
| Groß Lafferde   | 144       | 1.952  | Ilsede      | Großen Lafferd, Dorf |
| Groß Solschen   | 51        | 589    | Ilsede      | Dorf |
| Handorf         | 34        | 500    | Peine       | Dorf |
| Hofschwicheldt  | 3         | 120    | Peine       | Hof Schwigeld, Vorwerk und Windmühle                                                                                               |
| Hohenhameln     | 125       | 1.388  | Hohenhameln | Dorf, dabei eine Windmühle |
| Horst vor Peine | 3         | -      | Peine       | 1 Frauenhospital und 2 kleine Häuser, vor 1910 zu Peine                                                                            |
| Klein Bülten    | 26        | 292    | Ilsede      | Dorf |
| Klein Ilsede    | 38        | 609    | Ilsede      | Dorf, darin eine Erbzinsmühle |
| Klein Lafferde  | 91        | 590    | Lengede     | Kleinen Lafferd, Dorf, nebst einer Windmühle                                                                                       |
| Klein Solschen  | 26        | 322    | Ilsede      | Dorf |
| Lauenthal       | 2         | -      | Ilsede      | freyer Hof und 1 Wassermühle |
| Lengede         | 74        | 758    | Lengede     | Dorf, nebst einer Wassermühle |
| Mehrum          | 59        | 466    | Hohenhameln | Dorf |
| Münstedt        | 79        | 463    | Ilsede      | Dorf |
| Oberg           | 68        | 1.524  | Ilsede      | Ohbergen, Dorf, ein adliges Haus, ein Conduct. Hof                                                                                 |
| Ohlum           | 38        | 241    | Hohenhameln | Dorf |
| Peine           | 329       | 16.667 | Peine       | Stadt mit 5 freien Höfen: davor ein freier Hof und der Obergsche Hof, darin der Latoursche Hof, der Neumannhof und das Callis.Haus |
| Rötzum          | 14        | 76     | Hohenhameln | Dorf |
| Rosenthal       | 75        | 777    | Peine       | Dorf, darin ein adliges Haus und eine Windmühle                                                                                    |
| Rüper           | 14        | 126    | Wendeburg   | Ruper, Dorf, nördlich gelegene Exklave                                                                                             |
| Schmedenstedt   | 76        | 900    | Peine       | Dorf |
| Schwicheldt     | 84        | 661    | Peine       | Schwigeld, darinnen ein adeliges Haus und eine Windmühle                                                                           |
| Soßmar          | 73        | 661    | Hohenhameln | Sosmar, Dorf und Windmühle |
| Stedum          | 41        | 287    | Hohenhameln | Dorf, darin ein freier Hof und eine Wassermühle                                                                                    |
| Telcht bei Damm | 1         | 94     | Peine       | Vorwerk, später Telgte |
| Vöhrum          | 72        | 1.246  | Peine       | Dorf |
| Wense           | 11        | 212    | Wendeburg   | Dorf, mit Rüper nördlich gelegene Exklave                                                                                          |
| Woltorf         | 49        | 599    | Peine       | Dorf |

Das Amt setzte sich aus der Hausvogtei und drei Amtsvogteien zusammen. Die Stadt Peine war von 1814 bis 1885 als amtsfrei ausgegliedert. Die Untervogteien umfassten laut Wilhelm Ubbelohde im Jahr 1823 folgende Gemeinden und Wohnplätze:
- Hausvogtei: mit der Vorstadt Damm vor Peine (nebst dem Hospitale Horst, der Neustadt- und Hollandsmühle und den einzelnen Häusern Eulenburg und Umkäufer), den Dörfern Berkum, Handorf, Rosenthal, Rüper, Schwicheldt, Vöhre, Wensum und Woltorf und dem Vorwerke Telgte.
- Erste Amtsvogtei mit den Dörfern Dungelbeck, Groß und Klein Lafferde, Lengede, Münstedt und Schmedenstedt.
- Zweite Amtsvogtei mit den Dörfern Adenstedt (nebst der Lauenthaler Mühle), Groß und Klein Bülten, Mehrum, Groß und Klein Solschen und Redum und dem Vorwerke Hofschwicheldt.
- Dritte Amtsvogtei mit den Dörfern Beckum, Bierbergen, Bründeln, Clauen, Hohenhameln, Ohlum, Rötzum und Soßmar (nebst der Prüssenmühle).

Bei seiner Aufhebung im Jahr 1885 umfasste das Amt folgende Gemeinden:
- Adenstedt
- Adolphshof/Hämelerwald
- Bekum
- Berkum
- Bierbergen
- Bründeln
- Clauen
- Dungelbeck
- Eixe
- Equord
- Gadenstedt
- Groß Bülten
- Groß Ilsede
- Groß Lafferde
- Groß Solschen
- Handorf
- Hofschwicheldt
- Hohenhameln
- Klein Bülten
- Klein Ilsede
- Klein Lafferde
- Klein Solschen
- Lengede
- Mehrum
- Münstedt
- Oberg
- Ohlum
- Rötzum
- Rosenthal
- Rüper
- Schmedenstedt
- Schierke
- Schwicheldt
- Soßmar
- Stedum
- Telgte
- Vöhrum
- Wense
- Woltorf

## Drosten und Amtmänner

### Drosten
- 1605–1619: Hermann von Kettler
- 1621–1628: Christoph Dietrich von Bock
- 1628–1637: Jobst Adrian von Wendt
- 1637–1643: Rötger (?) von Kettler
- 1643–1651: Johann von Neuhof
- 1651–1664: Kaspar Andreas von Voss
- 1665–1669: Friedrich von OIeynhausen
- 1670–1685: Franz von Frentz
- 1685–1702: Hermann Stephan von Bockenförde
- 1702–1703: Ernst Leopold von Bockenförde
- 1707–1727: Kaspar Friedrich von Hoheneck
- 1728–1753: Gottfried Conrad Gaudenz von Bocholtz
- 1753–1757: Johann Wilhelm Franz Graf von Nesselrode
- 1757–1784: Ferdinand Wilhelm von Bocholtz
- 1784–1792: Alexander Hermann von merode-Houffalize
- 1792–1802: Wilhelm Arnold von Kettler

### Amtmänner
- 0000–1608: Albrecht von Hoya
- 1608–1618: Wilbrand von Schoten
- 1618–1637: Werner von Rittersbach
- 1632–1640: Erich Behling (1596–1667)
- 1637–1649: Johann Hochrath
- 1649–1668: Michael Call
- 1668–1685: Martin Solemacher
- 1685–1712: Melchior Kempis
- 1712–1745: Anton Rudolf Gronefeld
- 1745–1762: Otto Gerhard Heinrich Gronefeld
- 1762–1766: Franz Heinrich Ludwig von Walbeck
- 1766–1815: Damian Josef von Lochausen
- 1818–1824: Albrecht Friedrich Georg Baring, Landesökonomierat
- 1824–1826: Johannes Friedrich Ziegler, Amtmann (auftragsweise)
- 1826–1832: Friedrich Wilhelm Christian Westfeld, Amtmann
- 1832–1834: Meyer, Amtmann
- 1835–1864: Ernst Christian Friedrich von der Wense, Drost
- 1870–1873: August Hoppenstedt, Regierungsrat, ab 1868 Amtmann
- 1870–1877: Julius Karl Freiherr von Dörnberg, Amtmann
- 1877–1880: Luis Freiherr von Grote, Amtmann
- 1881–1882: Berthold Theodor Thon, Amtmann
- 1883–1885: Bernhard Baurschmidt, Amtmann, 1885–1888 Landrat des neugegründeten Landkreises Peine